# Kansas City Southern

Streckennetz der Kansas City Southern

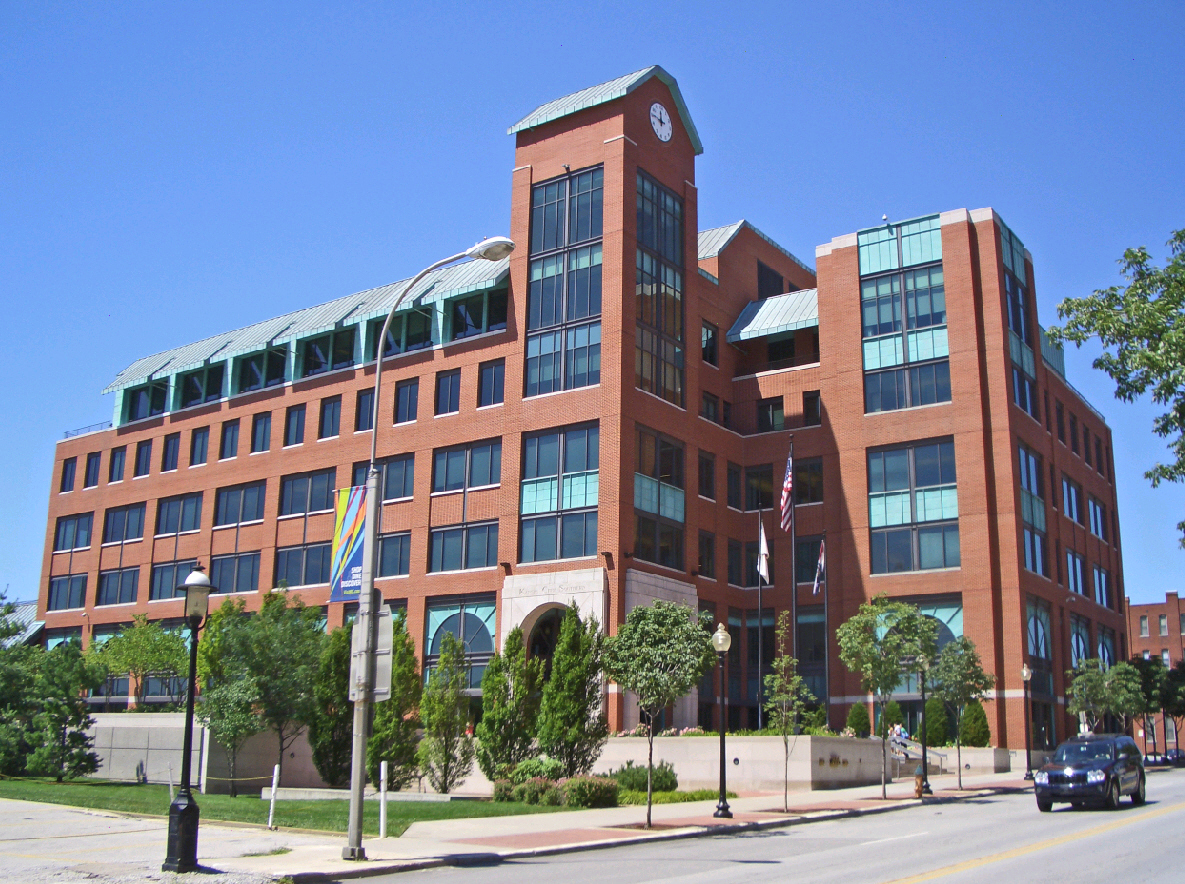
Sitz des Unternehmens in Kansas City

Die Kansas City Southern war ein amerikanisches Holding-Unternehmen im Bereich des Schienenverkehrs. Bis 2002 hieß das Unternehmen Kansas City Southern Industries. Zur Unternehmensgruppe gehörten unter anderem die beiden Bahngesellschaften Kansas City Southern Railway und die Kansas City Southern de México. Sitz des Unternehmens war Kansas City (Missouri).

## Geschichte
Die „The Kansas City Southern Railway“ entstand 1900 im Rahmen der Reorganisation der in Konkurs gegangenen Bahngesellschaften von Arthur E. Stillwell. Die Bahngesellschaft bediente in den nächsten 60 Jahren ein weitgehend unverändertes Streckennetz, das von Kansas City und Dallas bis an den Golf von Mexiko in Port Arthur und New Orleans reichte.
Auf Grund der starken Regulierung im Bahnbereich und einer im Raum stehenden Verstaatlichung des Schienenverkehrs in den Vereinigten Staaten, entschieden sich zu Beginn der 1960er Jahre viele Bahngesellschaften zu einer Veränderung ihrer Gesellschaftsstruktur. So wurde durch die Bildung einer Holding-Gesellschaft die unternehmensbestimmende Bahngesellschaft zu einer Tochtergesellschaft neben weiteren Gesellschaften in anderen Wirtschaftszweigen. Die Kansas City Southern Railway war die erste Gesellschaft die diesen Weg beschritt und am 29. Januar 1962 wurde die Kansas City Southern Industries gegründet. Chairman of the Board und Präsident wurde der bisherige Präsident der Bahngesellschaft William N. Deramus III.
Schon kurz nach der Gründung begann das Unternehmen durch Zukäufe in Nicht-Bahn-Bereichen zu expandieren. Im Dezember 1962 wurden 40 % am Investmentunternehmen Television Shares Management Corporation erworben. Dieses Unternehmen wurde später in Supervised Investors Services Inc. umbenannt und 1970 an Kemperco Inc. verkauft.
1966 erwarb KCSI sechs Radio- und Fernsehsender in Illinois und Missouri für 3 Millionen Dollar.
1967 stellte die Bahngesellschaft nach drei schlechten Jahren und einem Verlust von insgesamt 7,2 Millionen Dollar den Schienenpersonenverkehr ein. Durch die weitere Fokussierung auf andere Geschäftszweige wurde das Bahnbereich vernachlässigt. Die Regulierungsbehörde ICC begann 1971 auf Grund der im Bahnsektor fortschreitenden Diversifizierung mit entsprechenden Untersuchungen. Der Kansas City Southern Industries wurde angekreidet, dass unter anderen die Einnahmen des Bahnbetriebes in andere (teilweise unwirtschaftliche) Bereiche des Unternehmens flössen und die Führungskräfte zu den anderen Tochterunternehmen abgezogen wurden. Somit würde eine zu Lasten der Bahngesellschaft gehende Entwicklung forciert.
1968 wurde DST Systems Inc. (Data*sys*tance) gegründet. Aufbauend auf die Erfahrungen mit Daten-Management-Systemen im Bahnbereich wurden entsprechende Anwendungen und Systeme für den Finanzsektor entwickelt.
1969/1970 konnte das Unternehmen eine feindliche Übernahme durch die Lee National Corporation abwehren.
Nach dem 1973 Thomas S. Carter Präsident der Kansas City Southern Railway wurde, begann ein umfangreiches Investitions- und Sanierungsprogramm. Bis 1978 wurden mehr als 200 Millionen Dollar investiert. Das Kapital dafür kam unter anderem aus dem inzwischen gewachsenen Finanzbereich.
1983 erwarb KCSI eine Mehrheitsbeteiligung am Investmentunternehmen Janus Capital Corporation. Im gleichen Jahr wurde gemeinsam mit Telecom Engineering die LDX Group Inc. gegründet. In diesem Unternehmen wurden die Rundfunkbeteiligungen eingebracht.
1986 bot KSCI für die Übernahme der Bahngesellschaft Southern Pacific Transportation 2,5 Mrd. Dollar. Das Angebot wurde abgelehnt. Der Investmentbereich der Janus-Gruppe wuchs in den folgenden Jahren stark, allein 1991 war Janus Capital für 10 % der Investmentfonds in den USA zuständig. 1992 kamen ein Drittel der Gesamtkonzern-Einnahmen aus dieser Unternehmensgruppe. 1993 kamen 112 Millionen Dollar der 175 Millionen Dollar Einnahmen aus diesem Bereich. Durch die der wachsenden Einnahmen aus dem Investmentbereich, konnte das Unternehmen zwischen 1987 und 1993 500 Millionen Dollar im Bahnbereich investieren und 1992 für 220 Millionen Dollar  die MidSouth Rail Corporation erwerben.
Das starke Wachstum des Investmentbereiches sowie die veränderten wirtschaftlichen Möglichkeiten im Bahnbereich auf Grund der Deregulierungen des Staggers Act führten zu Überlegungen im Unternehmen, sich nur noch auf einen der beiden Geschäftszweige (Bahn oder Finanzdienstleistungen) zu beschränken. 1994 wurde deshalb der Illinois Central Railroad die Bahnsparte zum Kauf angeboten. Dieses Geschäft scheiterte jedoch, so dass die Diskussionen um die zukünftige Ausrichtung des Unternehmens weitergingen. Ab 1995 begann KSCI seine Anteile an DST zu verkaufen.
1997 bildete die KSCI zusammen mit der Transportacion Maritima Mexicana S.A. de C.V. (TMM)  ein Konsortium zum Erwerb einer Bahnkonzession in Mexiko. Das Angebot wurde angenommen und auf der Grundlage der 50-jährigen Konzession entstand letztendlich Kansas City Southern de México. Die Bahnaktivitäten wurden in der neuen Gesellschaft „Kansas City Southern Lines, Inc.“ gebündelt. Diese Gesellschaft verschmolz 2001 mit der KCSI.
1998 wurden die vorhandenen Unternehmen des Finanzbereiches (Janus, Berger, DST) in der neu gegründeten „Stillwell Financial“ zusammengeführt. Die Janus-Gruppe war darin die wirtschaftlich dominierende Gesellschaft. Die Manager von Janus drängten auf einen separaten Verkauf dieses Unternehmens. In der Folge kam es zu Differenzen zwischen den Führungskräften von Janus und KCSI. Schließlich wurde im Juli 2000 „Stillwell Financial“ aus dem Unternehmensverbund Kansas City Southern Industries herausgelöst und zu einem eigenständigen börsengehandelten Unternehmen. Der bisherige Präsident und Chairman of the board von KSCI Leland Rowland wechselte zu „Stillwell Financial“. Im gleichen Jahr erfolgte die Beteiligung der KCSI an der Panama Canal Railway.
Da das Unternehmen nun fast ausschließlich im Bahnbereich tätig war, wurde 2002 das Unternehmen in „Kansas City Southern“ umbenannt. In den folgenden Jahren erfolgte eine wirtschaftliche Ausrichtung auf den Bahnbetrieb des kleinsten Class-1-Bahnunternehmens der Vereinigten Staaten sowie dem mexikanischen Tochterunternehmen.
Am 21. März 2021 wurde ein Angebot zur Übernahme der Kansas City Southern durch die Canadian Pacific Railway (CP) bekanntgegeben, dem folgte am 20. April 2021 ein höheres Angebot durch den Rivalen Canadian National Railway (CN). Am 31. August 2021 lehnte die Kartellbehörde Surface Transportation Board die Vereinbarung zwischen der KCS und der CN zur treuhänderischen Übernahme der KCS ab. Damit war die Fusion zwischen CN und KCS vorerst gescheitert. Am 15. September wurde bekannt  gegeben, dass sich Kansas City Southern doch für das ursprünglich Angebot der Canadian Pacific Railway entschied. Mit Entscheidung der STB am 15. März 2023 wurde die Fusion genehmigt. Die neue Gesellschaft CPKC wurde zum 14. April 2023 aktiv.

## Tochterunternehmen, Beteiligungen
| Stand 31. Dezember 1993 | Stand 31. Dezember 2014 |
| --- | --- |
| - 1026459 Ontario Inc. (100 %) - The Kansas City Southern Railway Company (100 %) - KCS Transport Co., Inc. (100 %) - Landa Motor Lines (100 %) - Louisiana, Arkansas & Texas Transportation Company (100 %) - Berger Associates, Inc. (18 %) - DST Systems, Inc. (100 %) - Argus Health Systems, Inc. (50 %) - Belvedere Financial Systems, Inc. (100 %) - Boston Financial Data Services, Inc. (50 %) - National Financial Data Services, Inc. (50 %) - Broadway Square Partners (50 %) - Clark & Tilley Ltd. (96 %) - Clark & Tilley Data Services Ltd. (64 %) - Corfax Benefit Systems Ltd. (100 %) - Corfax Information Systems, Ltd. (100 %) - DBS Systems Corporation (60 %) - DST Realty, Inc. (100 %) - DST Securities, Inc. (100 %) - DST Technologies, Inc. (100 %) - DST Systems International (100 %) - First of Michigan Capital Corp. (21 %) - IFTC Holdings, Inc. (50 %) - Investors Fiduciary Trust Co. (50 %) - MGI Output Technologies Inc. (100 %) - Midland Data Systems, Inc. (50 %) - Midland Loan Services L.P. (50 %) - Midland Commercial Properties, Inc. (35 %) - National Realty Partners Group, Inc. (100 %) - NRS Palmetto, Inc. (100 %) - Output Technologies SRI Group, Inc. (100 %) - Output Technologies Eastern Region, Inc. (100 %) - Output Technologies, Inc. (100 %) - Output Technologies Central Region, Inc. (100 %) - Output Technologies Phoenix Litho Group, Inc. (100 %) - Output Technologies Western Region, Inc. (100 %) - Output Technologies of California, Inc. (100 %) - Output Technologies of Illinois, Inc. (100 %) - Output Technologies Vital Records Storage Group, Inc. (100 %) - Talisman Services International B.V. (50 %) - The Continuum Company, Inc. (29 %) - First President Corporation (100 %) - Janus Capital Corporation (81 %) - Janus Service Corp. (100 %) - Mid-South Microwave, Inc. (100 %) - PVI, Inc. (100 %) - Animal Resources, Inc. (49 %) - Martec Pharmaceutical, Inc. (49 %) - Midcon Labs, Inc. (100 %) - Rice-Carden Corporation (100 %) - Southern Development Company (100 %) - Southern Group, Inc. (100 %) - Southern Credit Corporation, Inc. (100 %) - Carland, Inc. (100 %) - Southern Leasing Corporation (100 %) - Southern Industrial Services, Inc. (100 %) - Trans-Serve, Inc. (100 %) (Superior Tie & Timber) - Pabtex, Inc. (100 %) - Tolmak, Inc. (100 %) - Veals, Inc. (100 %) - Wyandotte Garage Corporation (80 %) | - Caymex Transportation, Inc. (100 %) - Canama Transportation (99 %) - Panama Canal Railway Company (50 %) - Panarail Tourism Company (50 %) - Kansas City Southern International Investments, S. A. de C.V. (94,8 %) - Kansas City Southern International Ventures, S.A. (99,9 %) - North American Freight Transportation Rail Company, S. de R.L. de C.V. (99,9 %) - NAFTA Rail, S. de R.L. de C.V. (100 %) - Kansas City Southern de México, S.A. de C.V. (98,96 %) - Arrendadora KCSM, S. de R.L. de C.V. (99,9 %) - Ferrocarril y Terminal del Valle de México, S.A. de C.V. (25 %) - Highstar Harbor Holdings Mexico, S. de R.L. de C.V. (99,9 %) - Servicios Puerta Mexico, S. de R.L. de C.V. (99,99 %) - MTC Puerta Mexico, S. de R.L. de C.V. (99,99 %) - MTC Puerta Mexico Logistics, S. de R.L. de C.V. (99,99 %) - Vamos a Mexico, S.A. de C.V. (99,99 %) - Servicios Puerta Mexico, S. de R.L. de C.V. (0,01 %) - MTC Puerta Mexico Logistics, S. de R.L. de C.V. (0,01 %) - Vamos a Mexico, S.A. de C.V. (0,01 %) - KCSM Holdings LLC (100 %) - Arrendadora KCSM, S. de R.L. de C.V. (0,1 %) - Highstar Harbor Holdings Mexico, S. de R.L. de C.V. (0,1 %) - MTC Puerta Mexico, S. de R.L. de C.V. (0,01 %) - Servicios de Apoyo al Ferrocarril, S. de R.L. de C.V. (99,9 %) - KCSM Servicios, S.A. de C.V. (99,9 %) - Soporte Logistico Ferroviaria, S. de R.L. de C.V. (99,9 %) - Internacional Railway Support S.A. de C.V. (99,8 %) - Transportacion y Soluciones en Logistica Ferroviaria S. de R.L. de C.V. (99,9 %) - North American Freight Transportation Rail Company, S. de R.L. de C.V. (0,1 %) - KCSM Servicios, S.A. de C.V. (0,1 %) - Internacional Railway Support S.A. de C.V. (0,2 %) - Kansas City Southern de México, S.A. de C.V. (1,04 %) - Servicios Ferroviarious Europeos, S. de R.L. (0,3 %) - Servicios de Apoyo al Ferrocarril, S. de R.L. de C.V. (0,1 %) - Soporte Logistico Ferroviaria, S. de R.L. de C.V. (0,1 %) - KCS Investment I, Ltd (100 %) - Kansas City Southern International Investments, S. A. de C.V. (5,2 %) - Servicios Ferroviarious Europeos, S. de R.L. (99,7 %) - Inversiones Internacionales en Ferrocarriles S. a r.l. (100 %) - KCS Spectrum, Inc. (100 %) - PTC-220, LLC (14 %) - KCS Holdings I, Inc. (100 %) - Meridian Speedway, LLC (70 %) - Mexrail, Inc. - The Texas Mexican Railway Company (100 %) - Southern Industrial Services, Inc. (100 %) - Pabtex, Inc. (100 %) - Trans-Serve, Inc. (Superior Tie and Timber) (100 %) - The Kansas City Southern Railway Company (100 %) - Gateway Eastern Railway Company (100 %) - Joplin Union Depot Company (33 %) - Kansas City Terminal Railway Company (17 %) - KCSRC y Compania, S. de N.C. de C.V. (100 %) - Southern Capital Corporation, LLC (50 %) - Southern Development Company (100 %) - The Kansas City Northern Railway Company (100 %) - TransFin Insurance, Ltd. (100 %) - Veals, Inc. (100 %) - Canama Transportation (1 %) - Kansas City Southern International Ventures, S.A. (0,1 %) - Transportacion y Soluciones en Logistica Ferroviaria S. de R.L. de C.V. (0,1 %) |

## Unternehmensführung

### Präsident und CEO
- 1962–1971: William N. Deramus III
- 1971–1983: Irvine O. Hockaday, dazu von 1971 bis 1987: CEO
- 1983–12. Juli 2000: Landon Rowland, dazu von 1987 bis 2000: CEO
- 12. Juli 2000–13. Juni 2006: Michael R. Haverty, dazu von 12. Juli 2000 bis 1. August 2010: CEO
- 13. Juni 2006–1. Juli 2008: Arthur L. Shoener
- 1. Juli 2008–1. März 2015: David L. Starling, dazu vom 1. August 2010 bis 30. Juni 2016: CEO
- seit 1. März 2015: Patrick J. Ottensmeyer, dazu seit 1. Juli 2016: CEO

### Chairman of the board
- 1962–1989: William N. Deramus III
- 1990–1997: Paul Henson
- 1. Mai 1997–12. Juli 2000: Landon Rowland
- 1. Januar 2001 – 1. Mai 2014: Michael R. Haverty
- seit 1. Mai 2014: Robert J. Druten

## Unternehmenssitz
Das Unternehmen bezog bei seiner Gründung Büroräume im Gebäude der Kansas City Southern Railway an der Ecke West 11th und Wyandotte Street in Kansas City.
2003 wurde der Unternehmenssitz in das neu errichtete Gebäude an der Ecke West 12th und Washington Street verlegt.